# Progres, Kărdjali
Progres (în bulgară Прогрес) este un sat în comuna Momcilgrad, regiunea Kărdjali,  Bulgaria. 

## Demografie
Componența etnică a satului Progres
     Turci (53,2%)
     Nicio identificare (42,3%)
     Bulgari (4,48%)
     Romi (0%)
La recensământul din 2011, populația satului Progres era de 312 locuitori. Din punct de vedere etnic, majoritatea locuitorilor (53,2%) erau turci, cu o minoritate de bulgari (4,48%). Pentru 42,3% din locuitori nu este cunoscută apartenența etnică.